# هرانوش آرشاکیان
هرانوش (نارگیز) آرشاکیان (ارمنی: Հերանոյշ (Նարգիզ) Արշակեան؛ زادهٔ - ۲۸ ژوئیهٔ ۱۸۸۷ – درگذشته ۲۷ مارس ۱۹۰۵) شاعر ارمنی‌تبار اهل ترکیه بود.

## زندگینامه
وی در ۲۸ ژوئیهٔ ۱۸۸۷ در محله بشیکتاش کنستانتینوپل به دنیا آمد. پدرش هاکوب یک فعال اجتماعی برجسته در جامعه ارمنی بود و زمانی که هرانوش تنها سه سال داشت درگذشت. وی در ۲۷ مارس ۱۹۰۵ در سن ۱۷ سالگی در زادگاهش درگذشت.

## تالیفات
در سال ۱۹۱۰ هراند نازاریانتس که در تماس دایمی با هراوش آرشاکیان بود یک جلد کتاب درباره زندگی و آثارش در کنستانتینوپل به چاپ رسانید